# 李邦彦
李邦彥，字士美，懷州（今河南沁陽）人。北宋末年「靖康之難」投降派之首，直接造成北宋滅亡。
大觀二年（1108年）進士。外表俊爽，美風姿，為文敏而工。然生長市井，習慣猥褻卑鄙，應對便捷。善調笑謔罵，能踢蹴鞠，经常以街市俚語為詞曲，人爭相傳唱，自號李浪子。有人弹劾其行为不檢，罷符寶郎，又複為校書郎。不久以吏部員外郎領議禮局，出知河陽，召為起居郎。李邦彥善奉承人，不少人爭薦譽之，累遷中書舍人、翰林學士承旨。
宣和三年（1121年），拜尚書右丞，兩年後轉左丞。與王黼不和，私下里勾結蔡攸、梁師成等，攻擊王黼并罷之。第二年，拜少宰，無所建明，東京開封的人視其為「浪子宰相」。
金兵第一次圍攻開封時，白时中罢相，公议称快，递迁李邦彦、张邦昌為相。一味實行投降策略，指望以割地賠款獲得和平。此時只有完顏宗望的金國東路軍參與攻城，而完顏宗翰的金國西路軍在太原被絆住，又拒絕完顏宗望提出的隔斷西軍（宋朝征西夏的邊防軍，是宋當時最精銳部隊）的部署。以至种师道率十萬西軍順利趕到開封，完顏宗望被動后撤到開封西北遠郊扎營寨。姚平仲軍劫完顏宗望營寨被全殲一事，有人指是李邦彦、李棁為逼主戰派李綱、師道議和而有意無意透露給奸細邓珪所致。劫寨失敗以后，李綱、种師道被撤銷軍權。金兵復至開封城下，李邦彦又使宋欽宗下令不得得罪金兵，一霹靂砲手發砲后被梟首处死。太學生陳東等數百人伏宣德門上書，指責李邦彥及白時中、張邦昌、趙野、王孝迪、蔡懋、李乂之徒為社稷之賊，要求罷免他們。李邦彥退朝時，被群眾指著痛罵，且有人要動手揍他，李邦彥跑得快才沒挨打。宋欽宗乃下令降他的職，以特進、觀文殿大學士為太一宮使。不到十天，又因為與李邦彥頗為知交的吳敏的請求，復起李邦彥為太宰。一時開封民眾大不服，街談巷議非常不滿。宋欽宗不得不讓他出知鄧州，又提舉亳州明道宮。臨走時李邦彥又推薦同是投降派的唐恪繼任宰相，繼續和平的政策。建炎初年，因為投降誤國，責建武軍節度副使，潯州安置。

## 延伸阅读
[在维基数据编辑]
 《宋史·卷352》，出自脱脱《宋史》